# 発明村のロッテ
「発明村のロッテ」（エストニア語: Leiutajateküla Lotte）は、2006年にエストニアとラトビアで制作された長編アニメーション映画である。監督はヘイッキ・エルニツ（Heiki Ernits)とヤンノ・プルトゥマ(Janno Põldma）。2007年にラトビア映画祭で最優秀動画賞を受賞し、2011年には「ロッテと月の石のひみつ」という表題の続編が制作された。

## 概要
主人公のロッテなど、映画のキャラクターたちはもともと、エストニア国内でテレビ放送された5分程度の短編アニメ「ロッテ、南へ行く」（Lotte reis lõunamaale）の登場キャラクターである。
フランスでは2008年に吹き替え版が放映された。
日本では、この映画は2012年5月より東京国立近代美術館フイルムセンターの主催で開催されたEUフイルムデーズ2012でにおいて、声優による日本語ライブ吹き替え英語字幕付きで上映された。
ロッテをはじめとする女性キャラクターの吹き替えは劇団「」に所属するyumicoが男性キャラクターの声は同じ劇団に所属する高星美輝がそれぞれ担当した。

## あらすじ
ヨーロッパのどこか、海に面した小さな村では住民が創意工夫を競い合い、あらゆるものを村の中で発明し、発明コンテストも自分たちで運営している。出場者は、イヌのロッテ、ネコのブルーノ、ミツバチの日本人・ススム、ウサギのアーダルベルト。みんな、高名な発明家、オスカルに勝とうと一生懸命である。オスカルはロッテのパパである。

## 評価

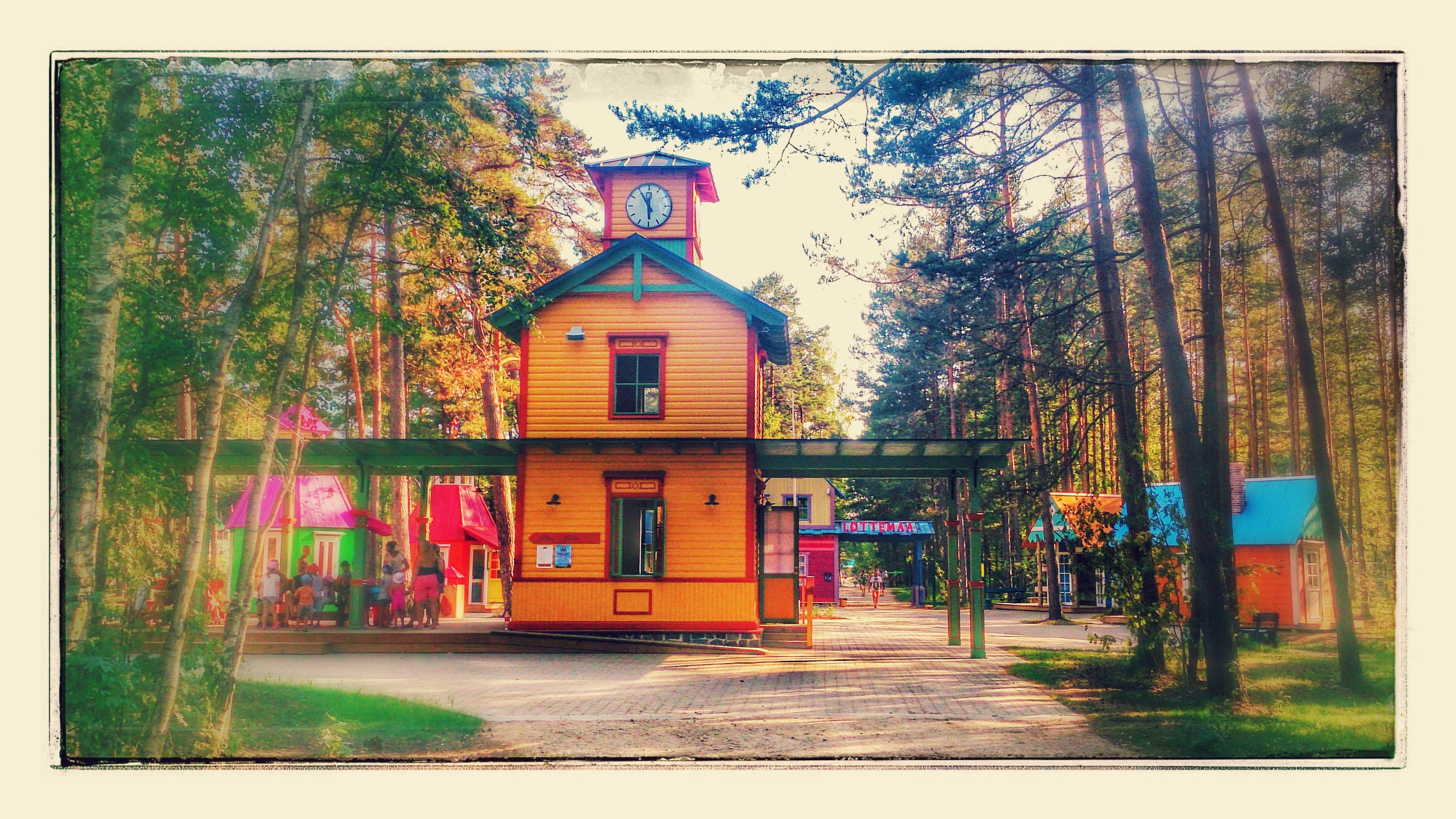
テーマパーク「ロッテマー」

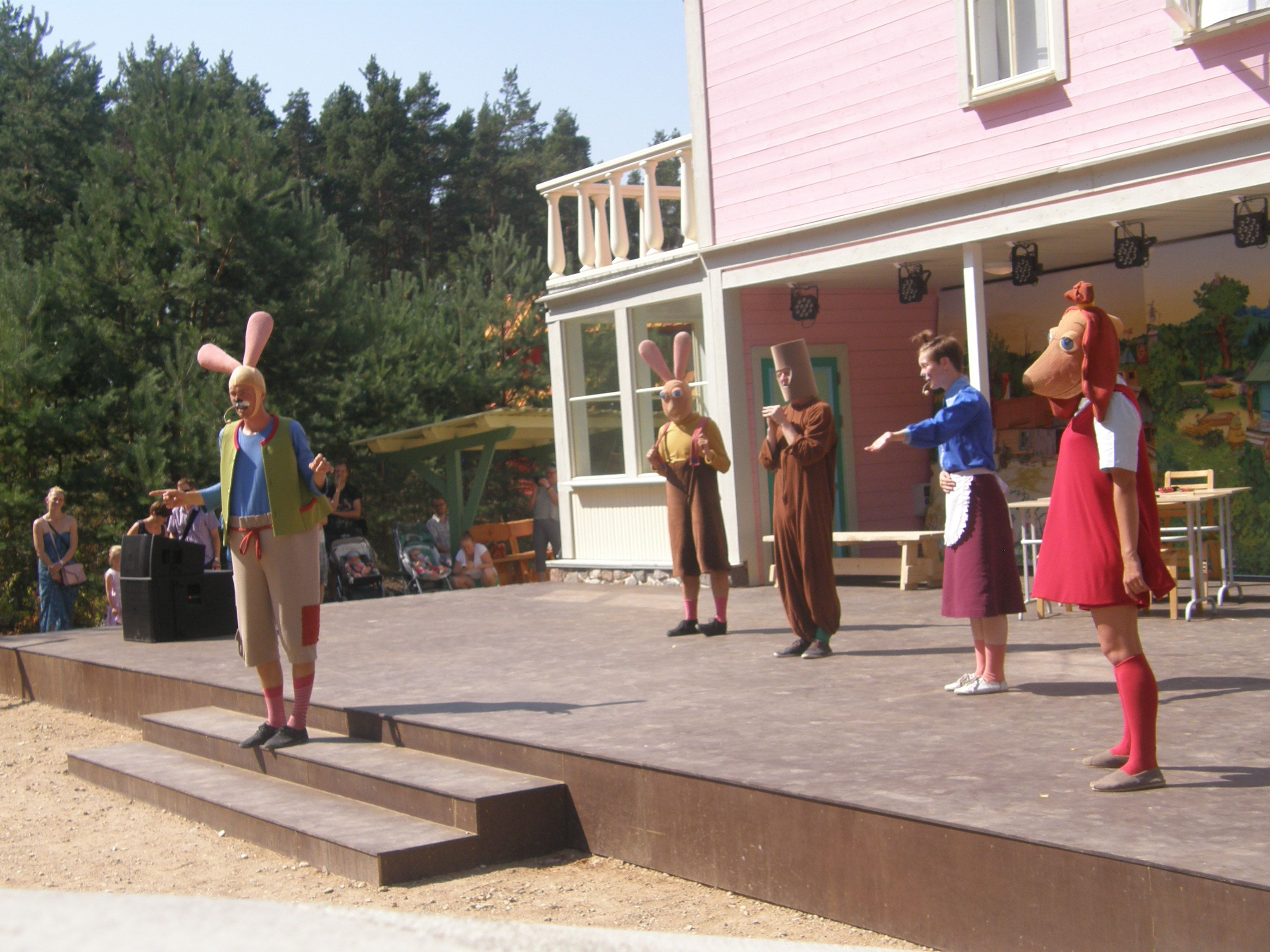
テーマパーク「ロッテマー」の着ぐるみショー

エストニアにおける本映画作品とそのキャラクターたちの人気は絶大で、タフクランナ教区のレイウ村に「ロッテマー」（Lottemaa）という名称のテーマパークが開業するほどであった。なお、「ロッテマー」の敷地は、かつてエストニアがソ連に含まれていた時代、ミサイル基地であった場所である。
『ル・モンド』紙は、フランス語吹き替え版の放映に際し、「普通のでき」と批評した。同紙は、「作画は少し時代遅れ、脚本は比較的奇妙奇天烈。吹き替え音声は良好。凝ったアニメを見慣れている人は説教くささに物足りなさを感じるだろう。見どころは華やかな色使いと繊細なキャラクターの心理描写。低年齢のお子さんたちを楽しませることだろう。」などと評した。